# Angelo Sala

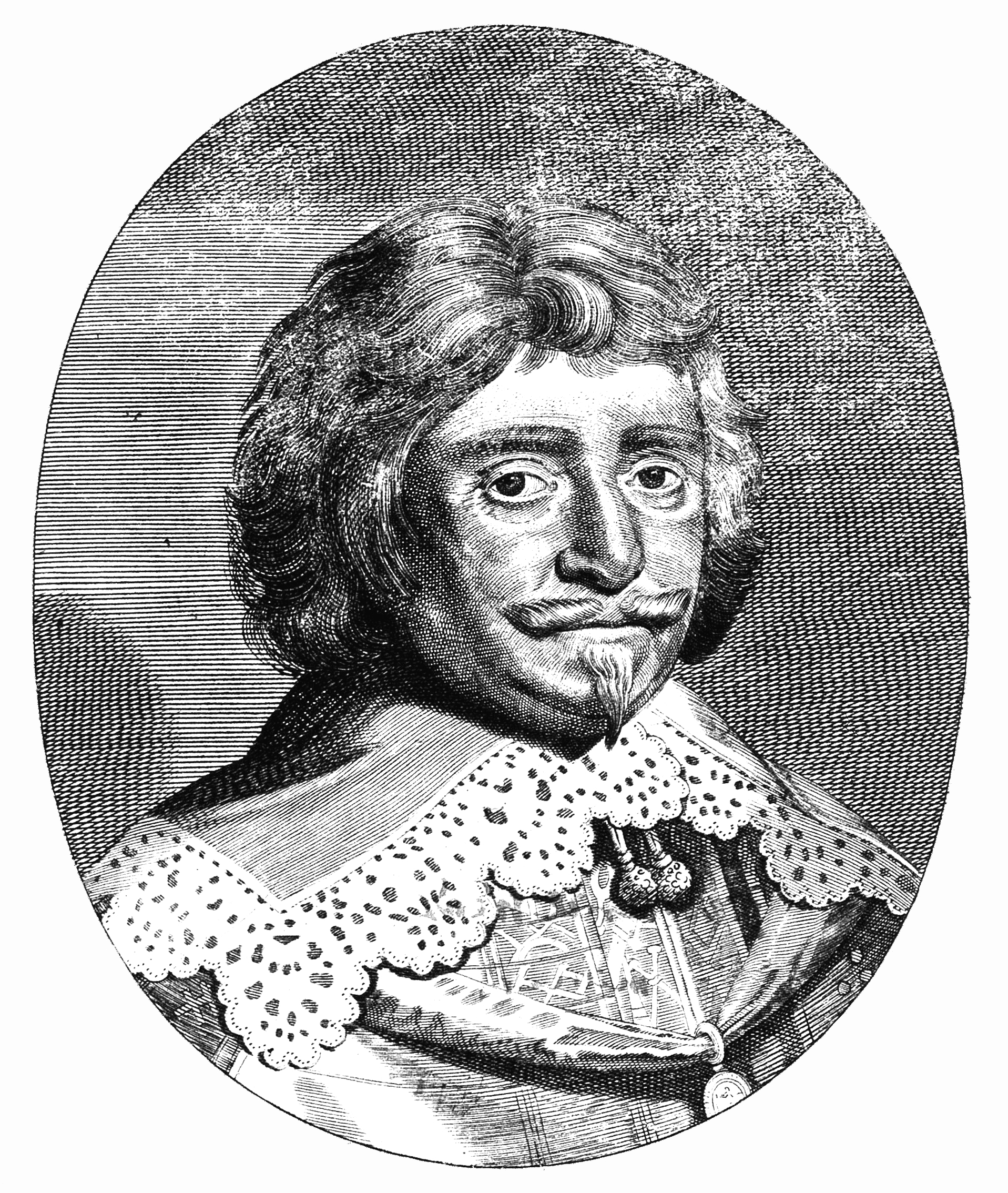
Angelo Sala

Angelo Sala (latinisiert auch Angelus Sala; * 21. März 1576 in Vicenza; † 2. Oktober 1637 in Bützow) war ein italienischer Arzt und Chemiater.

## Leben
Sala war der Sohn des Spinners Bernardino Sala. Wahrscheinlich in Venedig erlernte er zunächst den Beruf eines Apothekers. Sein Werdegang führte ihn als Arzt ohne akademische Studien nach Dresden (1602), Sondrio (1604), Nürnberg (1606), Frauenfeld (1607) und Genf (1609). Von 1607 bis 1609 war er Stadtarzt in Winterthur. In dieser Zeit verfasste er seine ersten Schriften zur neuen „chemischen“ Medizin und zur Analyse von Vitriol, die er dem Bankier Bonaventura von Bodeck widmete. 1610 begleitete Sala den Grafen Johann von Nassau als Feldarzt. Zwischen 1612 und 1617 war er im Haag tätig. Anschließend wurde er als Leibarzt des Grafen Anton Günther von Oldenburg berufen. Dieser ernannte Sala auch zum Aufseher über das Apothekenwesen im Land Oldenburg.
1620 ging Sala als Chymiater nach Hamburg. Im Juni des Jahres wurde er Leibarzt des Grafen Ernst von Holstein-Schaumburg. 1622 ließ auch Landgraf Moritz der Gelehrte Sala nach Kassel rufen. Moritz könnte Sala auch seinem Schwiegersohn, dem Herzog Johann Albrecht II. von Mecklenburg-Güstrow empfohlen haben, dem Sala etwa seit 1623 als Leibarzt diente. Dieser berief Sala jedenfalls 1625 dauerhaft nach Güstrow, wo Sala auf der Schlossfreiheit wohnte.
Ende Mai 1628 begleitete Sala den von Wallenstein vertriebenen Herzog Johann Albrecht II. ins Exil nach Bernburg (Saale) in Anhalt. Als am 26. Juni 1628 Sala Fürst Ludwig I. von Anhalt-Köthen italienische Zeitungen und ein Buch zurückbrachte, wurde er von diesem gleichzeitig mit Johann Albrecht II. und Otto von Preen in die Fruchtbringende Gesellschaft aufgenommen. Der Fürst verlieh Sala den Gesellschaftsnamen „der Lindernde'“ und die Devise „die Schmerzen“. Als Emblem wurde Sala „die Kamillenblüt“ zugedacht. Im Köthener Gesellschaftsbuch findet sich Salas Eintrag unter der Nr. 160.
Nur unterbrochen vom herzoglichen Exil, gab Sala Kollegien über Chemiatrie an der Universität Rostock. Dort wirkte zeitgleich auch der Paracelsist Peter Lauremberg, der Sala schon zu gemeinsamen Hamburger Zeiten kritisiert hatte. Laurembergs höfliche Nachfrage wurde allerdings von Salas späterem Schwiegersohn Anton Günther Billich in so polemischer Weise literarisch beantwortet, dass die Auseinandersetzung eskalierte. Zu Salas Schülern in Rostock gehörte auch Johann Rist.
Im Sommer 1629 begleitete Sala seinen Herzog ins Exil nach Lübeck. Dort blieb er als Leibarzt bis zum Tod des Herzogs im Jahre 1636. Zuletzt begleitete Sala in gleicher Stellung dessen Sohn, Herzog Gustav Adolf (Mecklenburg), in das Schloss nach Bützow, wo er im folgenden Jahr einem Tumorleiden erlag. 
Sala starb am 2. Oktober 1637 im Alter von 61 Jahren in Bützow. Er wurde am 20. Oktober im Dom zu Güstrow beigesetzt.

## Familie
Sala war dreimal verheiratet gewesen. Als erste Ehefrau ist Maria Ennan bekannt, die ihm eine Tochter Maria gebar, die am 5. Januar 1608 in Winterthur getauft wurde. Sie heiratete später den oldenburgischen Leibarzt Anton Günther Billich, der mit Sala befreundet war. Ihre Ehe wurde allerdings 1634 geschieden, Salas Enkelin Marie Sophie wurde von Billich nie anerkannt.
Sala schloss seine zweite Ehe in der Deutsch-Reformierten Gemeinde in Hamburg. Hier heiratete er am 15. April 1621 Cornelia de L’Hommels.
Seine dritte Ehe ging Sala 1628 in Lübeck mit Katharina von Brockdorff (* 1608) ein. Ihren Nachfahren wurde der Adel, den die Familie Sala wahrscheinlich schon in Italien geführt hatten, im Reich bestätigt. Salas Urenkel Gerd Carl Graf von Sala erlangte 1751 sogar den Reichsgrafenstand. Mit dessen Sohn Hans Christian starb das deutsche Geschlecht von Sala jedoch 1806 aus.

## Preise und Ehrungen
Die Carl von Ossietzky Universität Oldenburg zeichnet jährlich zum „Tag der Chemie“ Schüler norddeutscher Schulen mit dem Angelus Sala-Preis aus, die in der 10. Klasse herausragende schulische Leistungen im Fach Chemie erbracht haben.

## Schriften
Sala schrieb seine Werke in französischer und italienischer Sprache, sie erschienen allerdings, zumeist übersetzt, nur in deutschen, französischen und lateinischen Ausgaben. In ihnen stützte er sich auf praktisch-experimentelle Grundlagen. In seinem Spätwerk nahm er von Paracelsus Abstand. Sala gilt als Begründer der Zucker-Chemie.
- Tractatus II De variis tum Chymicorum, tum Galenistarum erroribus in praeparatione medicinali commissis. Winterthur 1608 (Digitalisat); Joh. Beyer, Frankfurt am Main 1649 (Digitalisat)
- Opiologia ou traicté concernant le naturel, propriétés, vraye préparation et seûr usage de l’opium, pour le soulagement de maintes maladies qui sont travaillés d’extrêmes douleurs internes. Hillebrant Iacobs, Den Haag 1614 (Digitalisat)
- Septem planetarum terrestrium spagirica recensio, qua perspicue declaratur ratio nominis Hermetici, analogia metallorum cum microcosmo, eorum praeparatio vera et unica, proprietates et usus medicinales. Amsterdam 1614; books.google.de
- Anatomia Vitrioli, in duos tractatus divisa. Fabriana, Genf 1609 (Digitalisat), 1613 (Digitalisat), 3. Auflage Leiden 1617 (Digitalisat)
- Anatomia Antimonii: id est dissectio tam dogmatica quam hermetica Antimonii. Godefrid Basson, Leiden 1617 (Digitalisat)
- Ternarius bezoarticorum, ou trois souverains médicaments bézoardiques. Leiden 1616; Textarchiv – Internet Archive. Lateinisch bei Johann Birckner, Erfurt 1618 (Digitalisat)
- Descriptio brevis antidoti pretiosi. Paul Egenolph, Marburg 1620 (Digitalisat); Textarchiv – Internet Archive
- Chrysologia, seu examen auri chymicum, in quo demonstratur auro nec inesse substantiam aliquam potabilem nec illud arte spagyrica transmutari posse in substantiam aquosam, oleosam vel salinam; et quid proprie intelligatur per aurum potabile. H. Carstens, Hamburg 1622; Textarchiv – Internet Archive.
- De Natura, proprietatibus et usu Spiritus Vitrioli fundamentalis dissertatio: oder gründliche Beschreibung, was Spiritus Vitrioli eigentlich sey: Wie ungründtlich er von etzlichen Medicis für ein schädlich Medicament gescholten und verworffen wird: und dagegen was für treffliche Eigenschafften und Wirckungen er habe, und wie man ihn wider mancherley Leibs Kranckheit mit grossem Nutz gebrauchen solle. Froben, Hamburg 1625 (Digitalisat)
- Processus de auro potabili novo paucisque adhuc cognito. Johann Philipp Sartorius, Straßburg 1630 (Digitalisat) (Digitalisat)
- Hydrelaeologia. Darinnen, wie man allerley Wasser, Oliteten, und brennende Spiritus der vegetabilischen Dingen, durch gewisse chymische Regeln und manualia, in ihren besten Kräfften distillieren und rectificieren soll. Rostock, Hallervord 1633 (Digitalisat)
- Essentiarum vegetabilium anatome. Darinnen von den fürtrefflichsten Nutzbarkeiten der vegetabilischen Essenzen in der Arzney … gehandelt wird. Johan Hallervord, Rostock 1630 (Digitalisat), 1635 (Digitalisat)
- Tartarologia. Das ist von der Natur und Eigenschafft des Weinsteins. Johan Hallervord, Rostock 1632 (Digitalisat), 1636 (Digitalisat)
- Saccharologia, darinnen erstlich von der Natur, qualiteten, nützlichem Gebrauch, und schädlichem Mißbrauch des Zuckers. Darnach wie man von demselben ein Weinmässiger starcker Getranck, Brandwein und Essig, als auch unterschiedliche Art hochnützlicher Medicamenten damit können bereitet werden. Joh. Hallervord, Rostock 1637 (Digitalisat)
- Tractatus de praeservatione et curatione Pestis. Horst, Marburg 1641 (Digitalisat)
- Opera medico-chymica.
  - Joh. Beyer, Frankfurt 1647 (Digitalisat)
  - Berthelin, Rouen 1650 (Digitalisat)
  - Hermann a Sande, Frankfurt 1682 (Digitalisat)